# Finca Sonador
Finca Sonador är en by belägen i södra Costa Rica, nära staden San Isidro de El General. Byn grundades som del av ett projekt för att skapa skydd åt nicaraguanska flyktingarna.

## Historia
Byn har sitt ursprung i det europeiska projektet Longo Mai startat 1979. Kooperativet Longo Mai har sina rötter i den europeiska 68-rörelsen. Organisationen startade gemensamma lantbrukskooperativ, där de bodde tillsammans med anspråket att vara så autonoma från omvärlden som möjligt och med idéerna om solidariska och rättvisa samlevndassätt.
När många nicaraguaner var tvungna att fly ifrån Anastasio Somozas terrorregim bestämde sig  Longo Mai att köpa land. På denna landyta ligger byn Finca Sonador. Syftet med köpet var att upplåta mark åt de nicaraguanska flyktingarna för boende och utkomst. 
Finca Sondor utvecklades till en normal by, som dock fortfarande präglas av den ursprungliga idén, till exempel genom ett engagemeng inom klima- och solidaritetsfrågor och genom många internationella kontakter och besökare.
När Sandinisterna tog över makten i Nicaragua flyttade många av de nicaraguanska invånarna tillbaka till sitt hemland, och istället kom familjer från El Salvador samt cotaricanska bönder för att bo i Finca Sonador. Roland Spendlingwimmer, som var med och grundade 'Longo Mai, har varit på plats och hjälpt till att sköta projektet sedan det grundades.
Många unga européer åker till Finca Sonador för att medverka i projektet. Den österrikiska utlandstjänsten skickar till exempel dit unga Österrikare, som hjälper till med olika projekt istället för att absolvera den obligatoriska värnplikten hemma i Österrike.